# Паренаго, Павел Петрович
Па́вел Петро́вич Парена́го (7 [20] марта 1906, Екатеринодар — 5 января 1960, Москва) — советский астроном, член-корреспондент АН СССР (с 1953 года).

## Биография
Окончил в 1929 году физико-математический факультет Московского университета.
С 1934 года преподавал в Московском университете, доцент, с 1939 года — профессор этого же университета. С 1940 года и до последних дней жизни возглавлял созданную им кафедру звёздной астрономии, сначала на механико-математическом факультете, с 1956 года — на физическом. Основатель Московской школы звёздных астрономов. По его предложению была организована Комиссия по звёздной астрономии Астрономического совета АН СССР.
Научные работы относятся к изучению строения Галактики, исследованию структуры и динамики звёздных скоплений и систем, к проблеме учёта поглощения света в межзвёздном пространстве, к изучению переменных звёзд. В 1937—1939 годах уделял много внимания изучению основных статистических закономерностей в мире звёзд: зависимости масса — светимость — радиус, диаграмме спектр — светимость и т. д. В 1939 году обнаружил зависимость, позже получившую название «эффект Паренаго», основных кинематических характеристик звёзд главной последовательности от их спектрального класса. В 1940—1941 годах разработал метод определения межзвёздного поглощения света. В 1945 году установил существование последовательности субкарликов, расположенной на диаграмме Герцшпрунга—Рессела под главной последовательностью. Обнаружил вращение ассоциации Ориона. В 1939 году изучил движение Солнца относительно 591 звезды в сфере радиусом 20 пк и определил галактическую орбиту Солнца в виде эллипса с эксцентриситетом 0,30, большой полуосью в 10 000 пк и с расстоянием Солнца от галактического центра, равным 7800 пк. В 1947 году получил для направления движения Галактики координаты апекса: долготу l = 175°, широту b = +8°, скорость v = 211 км/с. Это первое более или менее надежное определение апекса движения Галактики относительно её соседей. Это движение направлено к созвездию Единорога. В 1948 году предложил способ оценки полного числа звёзд какой-либо подсистемы, основанный на значениях градиентов логарифмов плотности и плотности исследуемых звёзд в окрестностях Солнца. В 1950—1952 годах разработал формулу для галактического потенциала вблизи галактической плоскости.
В 1955 году предложил комплексный план исследования избранных областей Млечного Пути. В 1946 году совместно с Б. В. Кукаркиным предположил, что Новая звезда T Северной Короны, вспыхнувшая в 1866 году, должна повторно вспыхнуть через 60—100 лет. Действительно, вспышка произошла через 80 лет — 8 февраля 1946 года.
Занимался педагогической деятельностью. «Курс звёздной астрономии» (1946), написанный Паренаго, является одним из основных учебников по звёздной астрономии в мировой литературе. Был членом редакционных коллегий ряда астрономических изданий.

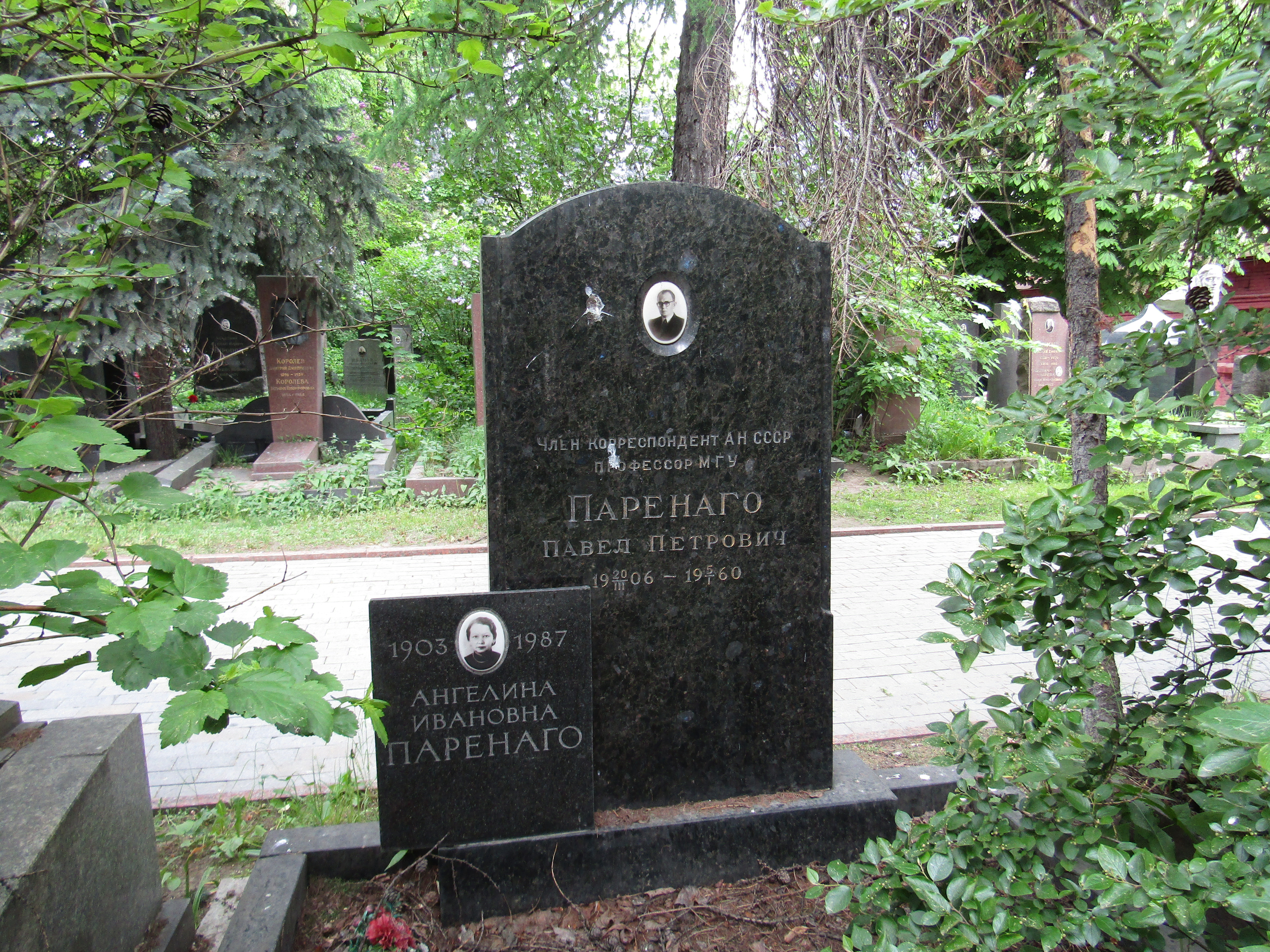
Могила Паренаго на Новодевичьем кладбище Москвы

В честь Паренаго назван кратер на Луне и малая планета (2484) Паренаго.
Имя Павла Паренаго носило рефрижераторное судно Латвийского Морского Пароходства.

## Награды
- Премия АН СССР им. Ф. А. Бредихина (1949).